# Афонсо Гонсалвиш Балдая
Афонсу Гонсалвиш де Антона Балдая (на португалски: Afonso Gonçalves de Antona Baldaya) е португалски мореплавател, изследовател на Африка.

## Биография
Роден е през 1415 година в Порто, Португалия.
През 1436 е изпратен в поредното плаване организирано от принц Енрике Мореплавателя за търсене на хора и злато по западното крайбрежие на Африка. Достига на юг до Северния тропик и открива залива Рио де Оро (23°30′ с. ш. 16°00′ з. д. / 23.5° с. ш. 16° з. д.) на западния бряг на Африка. Балдая не намира нито злато, нито други богатства в тези пустинни райони, но разузнаването на брега показва, че местността от там на юг не е безлюдна и по-нататъшните търсения са оправдани.